# سابانایوو
سابانایوو (انگلیسی: Sabanayevo) یک شهرک در شهرستان بوزدیاکسکی باشقیرستان کشور روسیه است.